# Huldenberg
Huldenberg ist eine Gemeinde im südöstlichen Teil des Dijlelandes in der Provinz Flämisch-Brabant im Königreich Belgien. Diese Gemeinde in Flandern hat 10.083 Einwohner (Stand 1. Januar 2024) und besteht seit ihrer Zusammenlegung im Jahr 1977 aus dem zentralen Ort Huldenberg selbst sowie den Ortsteilen Neerijse, Sint-Agatha-Rode, Loonbeek und Ottenburg. Huldenberg selbst entstand im 13. Jahrhundert und liegt am Fluss IJse. Die weiteren Ortsteile liegen an der Dijle und der Laan. Das Gemeindegebiet erstreckt sich über zwei Täler und die Landschaft ist demzufolge sehr abwechslungsreich und auch hügelig.
Die Amtssprache ist Niederländisch. Durch die Nähe zur Wallonischen Region ist jedoch Französisch „auf der Straße“ durchaus nicht unüblich, speziell in der der Wallonischen Region am nächsten gelegenen Ortschaft Ottenburg.
Huldenberg ist eine der grünsten und ruhigsten Gemeinden im Land. Es gibt keine große Industrie und keine große Verkehrsader durchzieht die Gegend. Diese ist gezeichnet durch viele Wälder und Felder sowie weite Täler, welche durch die genannten Flussläufe im Laufe der Zeit entstanden.

## Geschichte
Bereits 2500 v. Chr. war Groß-Huldenberg bewohnt, speziell in dem Ortsteil Ottenburg lassen sich Spuren dieser frühen Besiedelung finden. In der romanischen Zeit kreuzten sich zwei große Wege in Huldenberg: Nord-Süd der wallonische Weg, welcher Baucelet und Rumst verband, sowie ein West-Ost-Weg. Huldenberg wurde an der Stelle gegründet, wo es die „große Brücke“ über die IJse gab.
Im Mittelalter bauten die Herzöge von Brabant unter anderem Kirchen in den bis heute bekannten Ortsteilen. Im 16. Jahrhundert brachen schwierige Zeiten an, unter anderem durch politische Querelen und dem Aufkommen des Protestantismus. Die Dörfer wurden geplündert. Nach dem französischen Einfall 1795 wurden die Familien, welche bis dato die Dörfer beherrschten, verjagt. Die Dörfer, welche heute Groß-Huldenberg ausmachen, waren geschaffen.

## Wappen
Beschreibung: Im schwarzen Schild ein silberner laufender Löwe auf einem grünen Schildfuß, der an der Schulter ein goldenes Schild mit drei roten (2,1) gestellten Fäusteln hat.

## Galerie

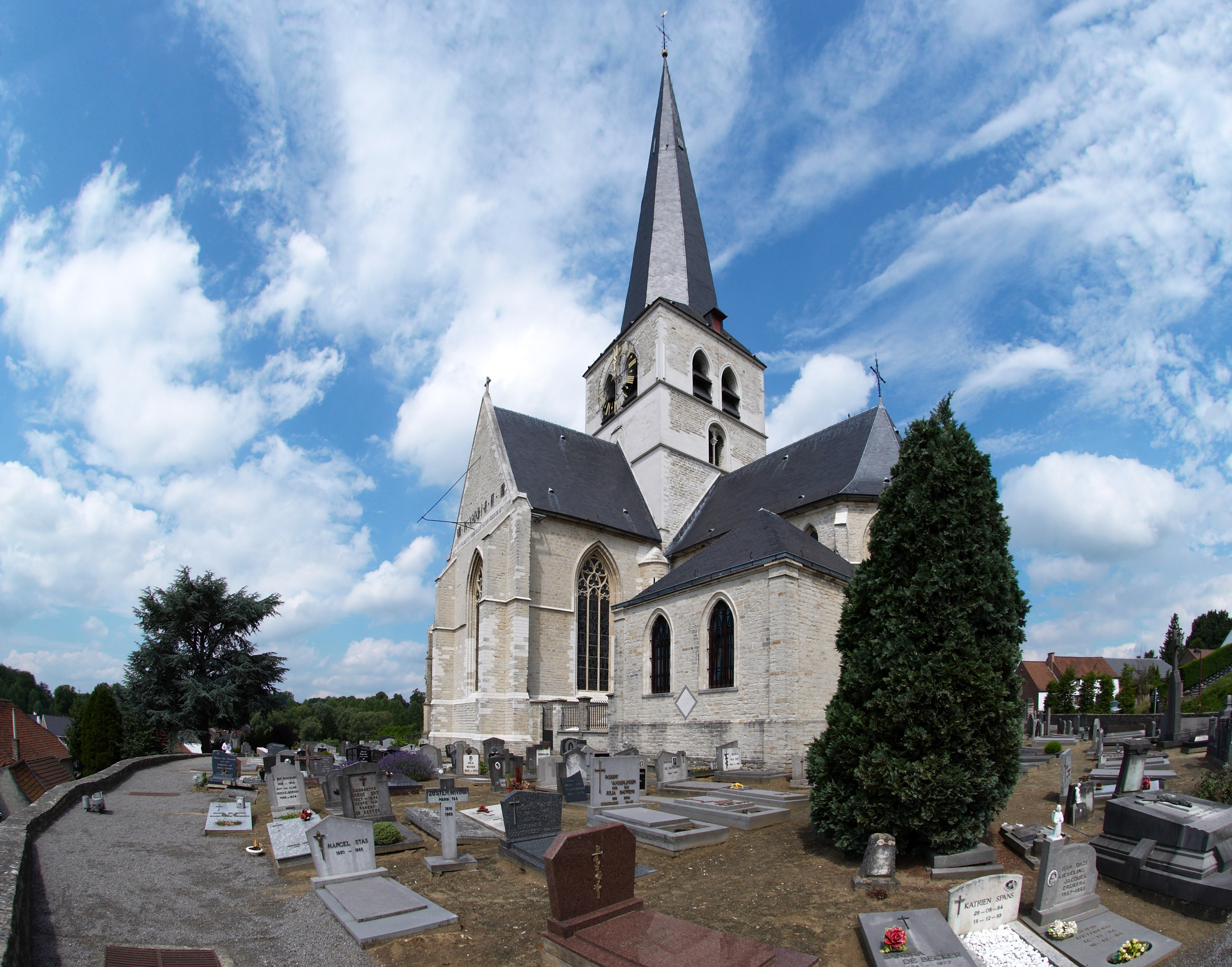
Die Kirche von Huldenberg
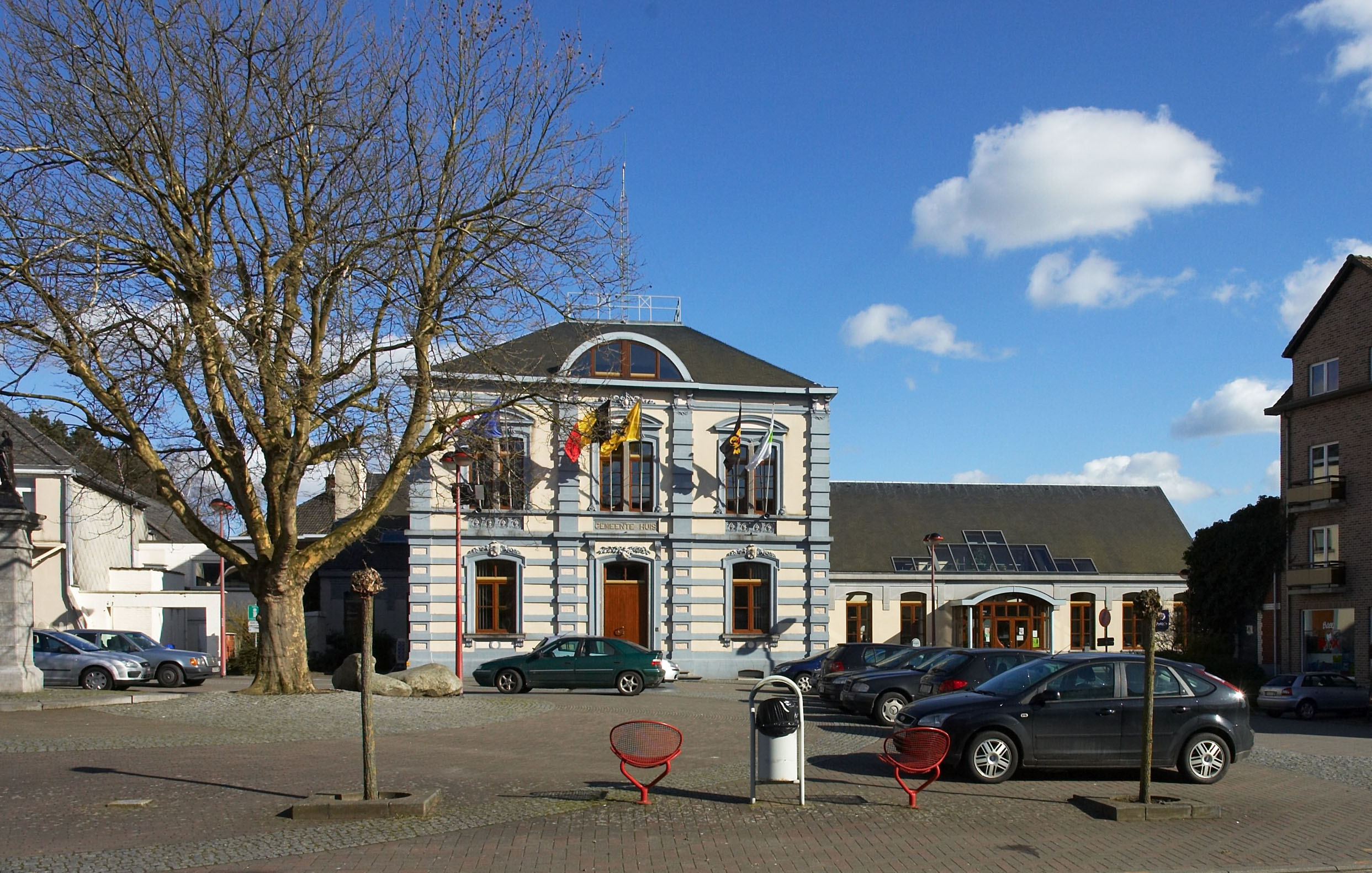
Das Gemeindehaus
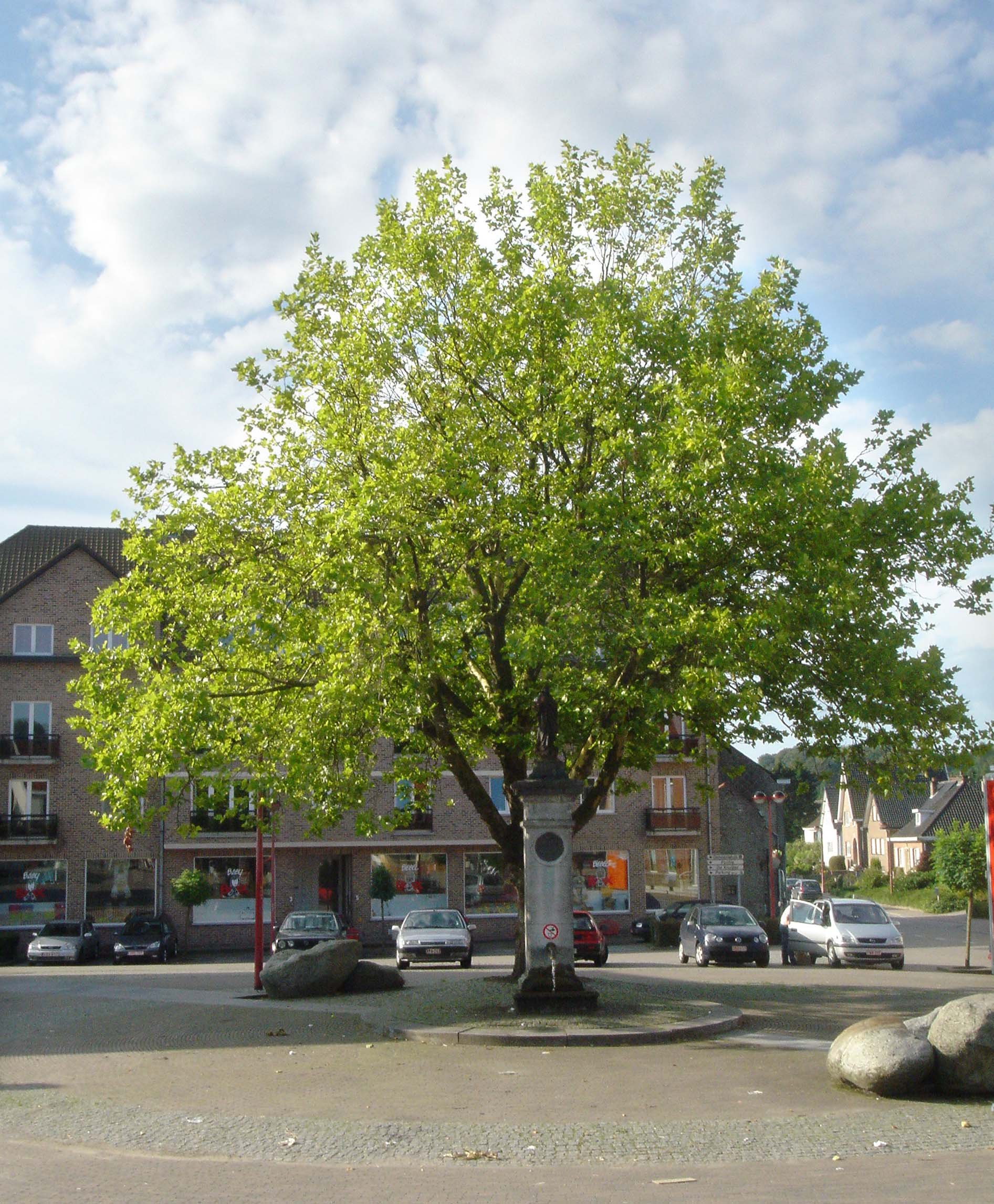
Der Freiheitsbaum und ein Brunnendenkmal von 1906.
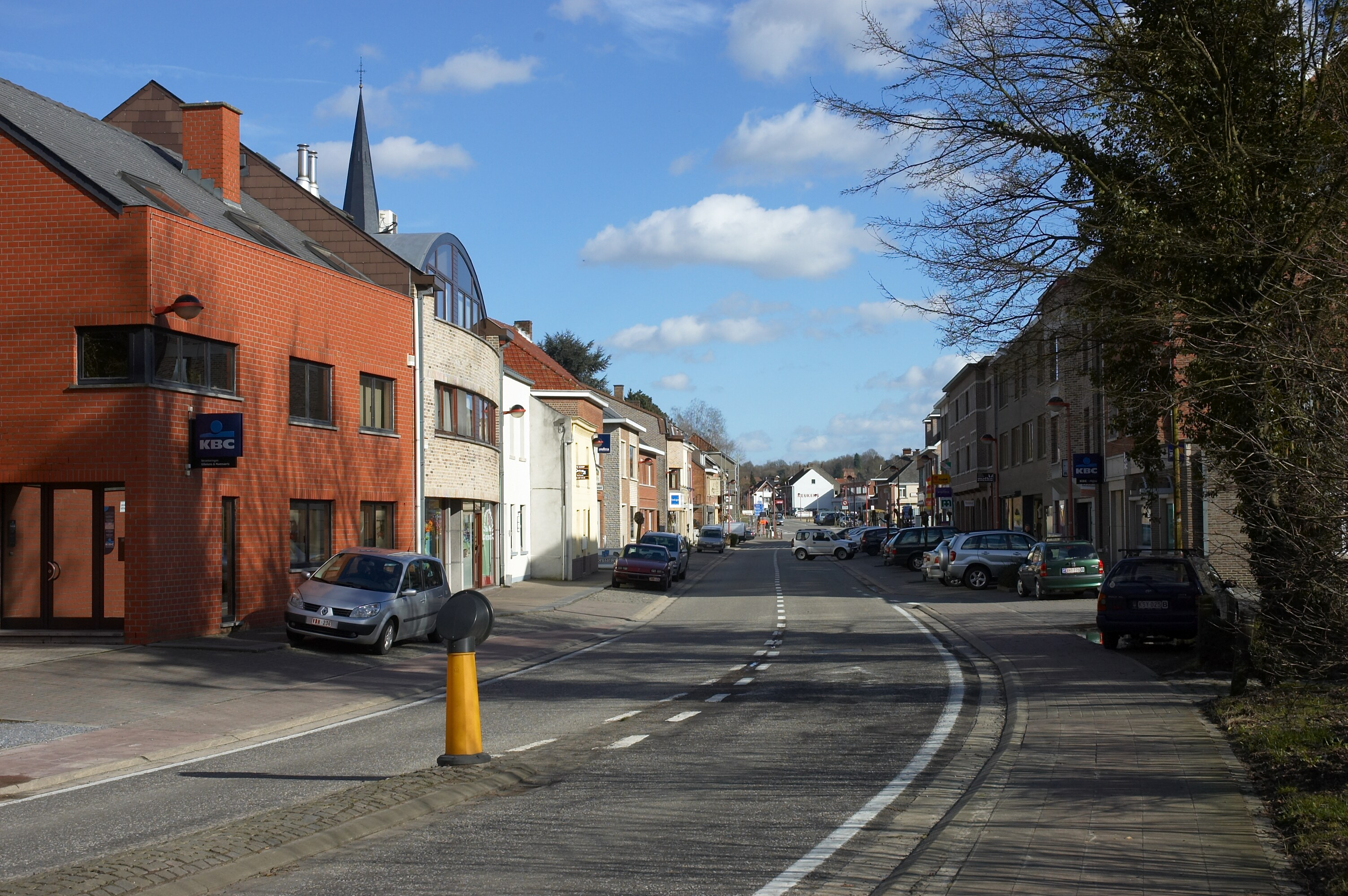
Im Ortszentrum von Huldenberg
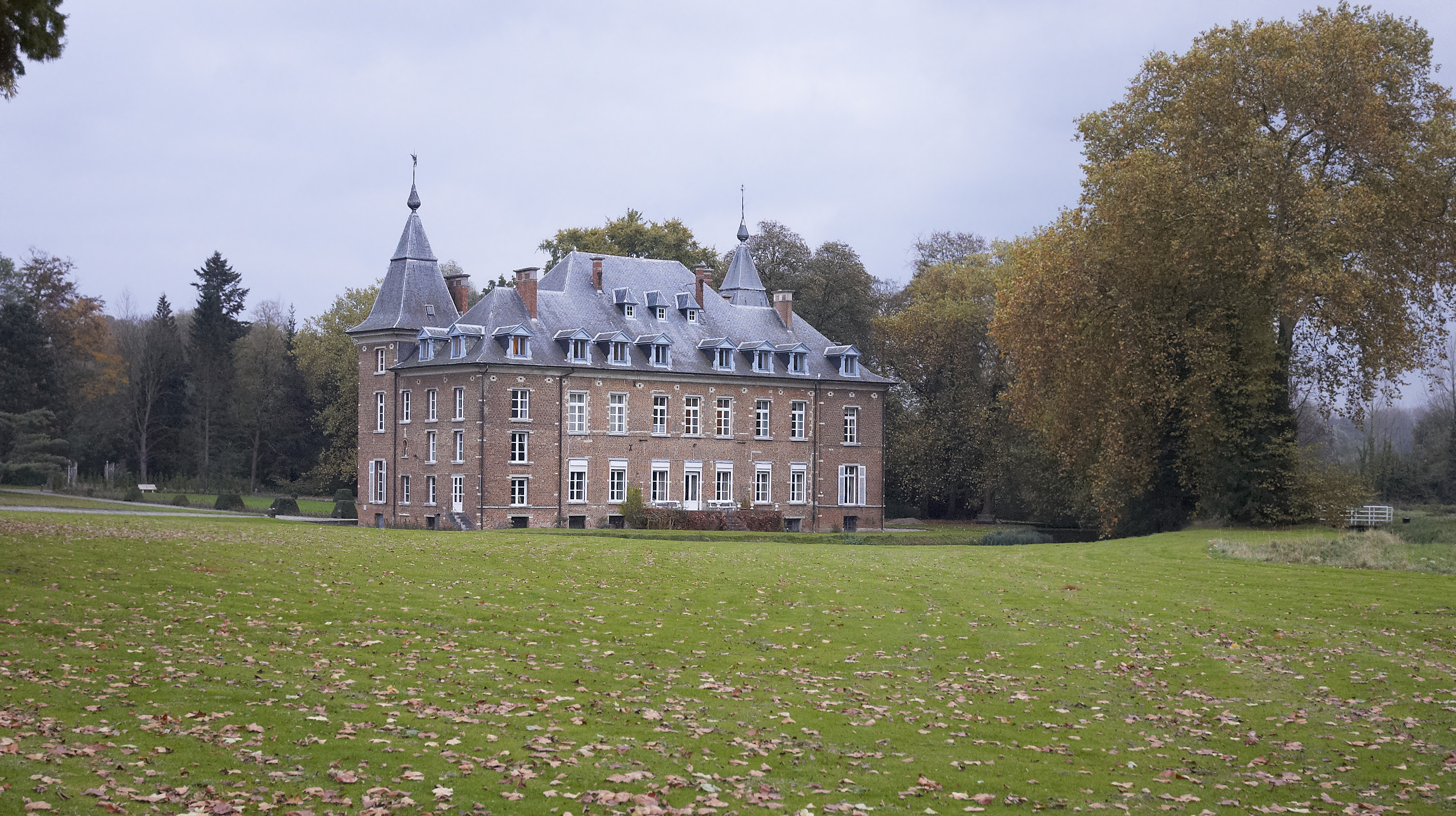
Kasteel Huldenberg, Sitz der Grafen von Limburg-Stirum

## Persönlichkeiten
- Willy Schroeders (1932–2017), Radrennfahrer, geboren in Sint-Agatha-Rode